# Pitcairnia cantuoides
Pitcairnia cantuoides är en gräsväxtart som beskrevs av Roberto Vásquez och Pierre Leonhard Ibisch. Pitcairnia cantuoides ingår i släktet Pitcairnia och familjen Bromeliaceae.
Artens utbredningsområde är Bolivia. Inga underarter finns listade i Catalogue of Life.